# Trumai
Die Trumai sind ein indigenes Volk, das in der zentralbrasilianischen Region Alto Xingu im brasilianischen Teil des Amazonasbeckens, im Parque Indígena do Xingu und im Mato Grosso lebt.
Die Sprache der Trumai gehört zu den isolierten Sprachen.